# Англійські шашки

Початкова позиція

Англійські шашки, або чекерс (у британській англійській «English draughts», у США і Канаді «checkers») — гра в шашки на дошці 8×8. Першими ходять чорні. Основна відмінність від російських шашок полягає в правилах взяття (шашка не може бити назад) і ходів дамкою (ходить тільки на одне поле вперед або назад). Чекерс популярний у Великій Британії, США, Ірландії, Барбадосі, Новій Зеландії, інших колишніх колоніях Великої Британії, а також Італії, Туркменістані та Чехії.

## Основні варіанти
Для збільшення видовищності та непередбачуваності розроблено варіант із жеребкуванням дебюту (3 перших ходів). У такому випадку кожен із гравців робить перші три ходи у тому дебютному варіанті, який випав за жеребом. Скорочено цю версію називають 3-Move checkers і з неї відбуваються власні турніри й чемпіонати світу. Класичну версію з довільним вибором ходів називають абревіатурою GAYP (Go As You Please). До 1994-го чемпіонат світу відбувався тільки у класичній версії, з 1994 року чемпіонати світу розігрують у двох вищезгаданих форматах. 
Англійські шахи стають популярними [Архівовано 12 грудня 2021 у Wayback Machine.] і в країнах колишнього радянського союзу.